# SuperPocket Best Thriller
SuperPocket Best Thriller è una collana di romanzi thriller appartenente alla più generale collana SuperPocket, quest'ultima nata sotto il marchio Editori Associati come alternativa alle uscite da edicola de Miti Mondadori.
La collana presenta autori famosi già editi in precedenza da case editrici come Longanesi, Guanda e il gruppo RCS (Rizzoli, Sonzogno ed altre).
La prima uscita risale al 2001 ed ha cadenza mensile. Nel 2008 alla collana principale si affianca un'altra uscita mensile e parallela, del tutto identica, con la numerazione che riparte da 1. Nel giugno 2015  il marchio "Best Thriller" viene acquisito dalla TEA, che ne curerà anche la nuova gestione. Ad agosto 2018 le uscite sembrano essere ferme con il numero 69. Di seguito alle tabelle delle due collane principali, è presente quella di TEA.

## Elenco uscite

### Collana principale del 2001
| N.  | Titolo                       | Titolo originale                     | Autore                           |
| --- | ---------------------------- | ------------------------------------ | -------------------------------- |
| 1   | Il morso del serpente        | In Pursuit of the Proper Sinner 1999 | Elizabeth George                 |
| 2   | Lo scheletro che balla       | The Coffin Dancer 1998               | Jeffery Deaver                   |
| 3   | Nessun luogo è sicuro        | No Safe Place 1996                   | Richard North Patterson          |
| 4   | Resti umani                  | Deadly Decisions 2000                | Kathy Reichs                     |
| 5   | L'alfabeto dei corpi         | Rough Draft, 1999                    | James W. Hall                    |
| 6   | Prova schiacciate            | Compelling Evidence, 1992            | Steve Martini                    |
| 7   | Fredda determinazione        |                                      | Lynda La Plante                  |
| 8   | Laboratorio mortale          |                                      | Robert Ludlum & Gayle Lynds      |
| 9   | Jack and Jill                |                                      | James Patterson                  |
| 10  | Relic                        |                                      | Douglas Preston & Lincoln Child  |
| 11  | Zona pericolosa              |                                      | Lee Child                        |
| 12  | Il tredicesimo giurato       |                                      | John Lescroart                   |
| 13  | Giorno di confessione        |                                      | Allan Folsom                     |
| 14  | Ultime della notte           |                                      | Petros Markarīs                  |
| 15  | Tutto ciò che muore          |                                      | John Connolly                    |
| 16  | La falsa pista               |                                      | Henning Mankell                  |
| 17  | Il silenzio del testimone    |                                      | Richard North Patterson          |
| 18  | Sotto la pelle               |                                      | Nicci French                     |
| 19  | Il giudice                   |                                      | Steve Martini                    |
| 20  | Cadaveri innocenti           |                                      | Kathy Reichs                     |
| 21  | Birdman                      |                                      | Mo Hayder                        |
| 22  | Corpi da reato               |                                      | James Ellroy                     |
| 23  | K come Killer                |                                      | Sue Grafton                      |
| 24  | Mount Dragon                 |                                      | Douglas Preston & Lincoln Child  |
| 25  | L'entomologa                 |                                      | Julie Parsons                    |
| 26  | Il ciclo delle stagioni      |                                      | John Connolly                    |
| 27  | La lacrima del diavolo       |                                      | Jeffery Deaver                   |
| 28  | Un tocco da maestro          |                                      | Morris West                      |
| 29  | In presenza del nemico       |                                      | Elizabeth George                 |
| 30  | Lontano da Cuba              |                                      | José Latour                      |
| 31  | Gente che bussa alla porta   |                                      | Patricia Highsmith               |
| 32  | I fiumi di porpora           |                                      | Jean-Christophe Grangé           |
| 33  | Destinazione inferno         |                                      | Lee Child                        |
| 34  | La quinta donna              |                                      | Henning Mankell                  |
| 35  | L'avvocato                   |                                      | Steve Martini                    |
| 36  | Viaggio fatale               |                                      | Kathy Reichs                     |
| 37  | Cerchi e croci               |                                      | Ian Rankin                       |
| 38  | Difesa a zona                |                                      | Petros Markarīs                  |
| 39  | Gente che uccide             |                                      | John Connolly                    |
| 40  | L'ultima vendetta            |                                      | Julie Parsons                    |
| 41  | Il primo consigliere         |                                      | Brad Meltzer                     |
| 42  | Il prezzo                    |                                      | Tess Gerritsen                   |
| 43  | Delitto a Long Island        |                                      | Nancy Geary                      |
| 44  | Inseguendo Amanda            |                                      | Andrew Klavan                    |
| 45  | Il prezzo dell'inganno       |                                      | Elizabeth George                 |
| 46  | La sedia vuota               |                                      | Jeffrey Deaver                   |
| 47  | Cacciatrice di taglie        |                                      | Janet Evanovich                  |
| 48  | Il trattamento               |                                      | Mo Hayder                        |
| 49  | Delitto di mezza estate      |                                      | Henning Mankell                  |
| 50  | Embargo                      |                                      | José Latour                      |
| 51  | Il concilio di pietra        |                                      | Jean-Christophe Grangé           |
| 52  | Dolce e crudele              |                                      | Nicci French                     |
| 53  | Dietro la nebbia             |                                      | Ian Rankin                       |
| 54  | La stanza degli orrori       |                                      | Douglas Preston & Lincoln Child  |
| 55  | L'imputato                   |                                      | Steve Martini                    |
| 56  | Un piano perfetto            |                                      | Julie Parsons                    |
| 57  | Missione d'onore             |                                      | Brian Haig                       |
| 58  | La miglior vendetta          |                                      | Elizabeth George                 |
| 59  | Il villaggio degli innocenti |                                      | Kathy Reichs                     |
| 60  | Tutta la verità              |                                      | Richard North Patterson          |
| 61  | La scimmia di pietra         |                                      | Jeffery Deaver                   |
| 62  | Il chirurgo                  |                                      | Tess Gerritsen                   |
| 63  | L'ospite                     |                                      | Nicci French                     |
| 64  | Palude                       |                                      | John Connolly                    |
| 65  | Il regno delle ombre         |                                      | Alan Furst                       |
| 66  | Ricatto incrociato           |                                      | David Meltzer                    |
| 67  | I cani di Riga               |                                      | Henning Mankell                  |
| 68  | Il segreto di Cedar House    |                                      | Minette Walters                  |
| 69  | Primo a morire               |                                      | James Patterson                  |
| 70  | L'uomo nascosto              |                                      | David Ellis                      |
| 71  | E liberaci dal padre         |                                      | Elizabeth George                 |
| 72  | Ceneri                       |                                      | Kathy Reichs                     |
| 73  | Chiamato a difendere         |                                      | Richard North Patterson          |
| 74  | L'assassino dei bordelli     |                                      | David Fulmer                     |
| 75  | Il peso della colpa          |                                      | Julie Parsons                    |
| 76  | Reati capitali               |                                      | Joseph Finder                    |
| 77  | Per cosa si uccide           |                                      | Gianni Biondillo                 |
| 78  | Ricambi                      |                                      | Michael Marshall Smith           |
| 79  | Colpo secco                  |                                      | Lee Child                        |
| 80  | Il camaleonte                |                                      | Peter Robinson                   |
| 81  | Il giardino delle belve      |                                      | Jeffery Deaver                   |
| 82  | La polizza                   |                                      | Patrick Lynch                    |
| 83  | La casa degli inganni        |                                      | James Patterson                  |
| 84  | Natura morta                 |                                      | Douglas Preston & Lincoln Child  |
| 85  | Il giorno dopo domani        |                                      | Allan Folsom                     |
| 86  | Scarabeo                     |                                      | Michele Giuttari                 |
| 87  | L'uomo di Siviglia           |                                      | Robert Wilson                    |
| 88  | Assassino senza volto        |                                      | Henning Mankell                  |
| 89  | Influenza indebita           |                                      | Steve Martini                    |
| 90  | Una stanza nel buio          |                                      | Nicci French                     |
| 91  | La rete a maglie larghe      |                                      | Håkan Nesser                     |
| 92  | L'indiziato                  |                                      | Michael Robotham                 |
| 93  | Honeymoon                    |                                      | James Patterson & Howard Ronghan |
| 94  | Morte di lunedì              |                                      | Kathy Reichs                     |
| 95  | Profondo Blu                 |                                      | Jeffery Deaver                   |
| 96  | Il nemico                    |                                      | Lee Child                        |
| 97  | Muro di fuoco                |                                      | Henning Mankell                  |
| 98  | Casi sepolti                 |                                      | Ian Rankin                       |
| 99  | Vicino al cuore              |                                      | Peter Robinson                   |
| 100 | Scuola omicidi               |                                      | Elizabeth George                 |
| 101 | Perduta                      |                                      | Michael Robotham                 |
| 102 | Pioggia nera su Tokyo        |                                      | Barry Eisler                     |
| 103 | Chiamata in giudizio         |                                      | Steve Martini                    |
| 104 | La terza porta               |                                      | Nicci French                     |
| 105 | L'anima del male             |                                      | Maxime Chattam                   |
| 106 | Sotto terra                  |                                      | Jeffery Deaver                   |
| 107 | Il terzo segreto             |                                      | Steve Berry                      |
| 108 | Ossario                      |                                      | Kathy Reichs                     |
| 109 | Il commissario e il silenzio |                                      | Håkan Nesser                     |
| 110 | L'angelo delle ossa          |                                      | John Connolly                    |
| 111 | A prova di killer            |                                      | Lee Child                        |
| 112 | Il commissario Bordelli      |                                      | Marco Vichi                      |
| 113 | Il codice dei giusti         |                                      | Sam Bourne                       |
| 114 | Piramide                     |                                      | Henning Mankell                  |
| 115 | Agguato sull'isola           |                                      | Elizabeth George                 |
| 116 | L'esule                      |                                      | Allan Folsom                     |
| 117 | Memory                       |                                      | Nicci French                     |
| 118 | Il veleno del ragno          |                                      | Maxime Chattam                   |
| 119 | La fredda lama della notte   |                                      | Peter Robinson                   |
| 120 | Le donne del club omicidi    |                                      | James Patterson                  |
| 121 | I 59 giorni                  |                                      | Richard North Patterson          |
| 122 | W.                           |                                      | Jennifer Lee Carrell             |
| 123 | Una piccola storia ignobile  |                                      | Alessandro Perissinotto          |
| 124 | Il sangue dell'altra         |                                      | Tess Gerritsen                   |
| 125 | Cercando nel buio            |                                      | Elizabeth George                 |
| 126 | La stanza dei morti          |                                      | Franck Thilliez                  |
| 127 | L'ultima cospirazione        |                                      | Steve Berry                      |
| 128 | 50/50 Killer                 |                                      | Steve Mosby                      |
| 129 | La regola di Machiavelli     |                                      | Allan Folsom                     |
| 130 | Anime morte                  |                                      | John Connolly                    |
| 131 | Anatomia di un'indagine      |                                      | Leif G.W. Persson                |
| 132 | La ruota del buio            |                                      | Douglas Preston & Lincoln Child  |
| 133 | Il marchio di Giuda          |                                      | James Rollins                    |
| 134 | Abisso                       |                                      | Lincoln Child                    |
| 135 | Sparizione                   |                                      | Tess Gerritsen                   |
| 136 | Il giorno dell'ascensione    |                                      | John Matthews                    |
| 137 | Nero a Manhattan             |                                      | Jeffery Deaver                   |
| 138 | Un occhio perfettamente blu  |                                      | Chelsea Cain                     |
| 139 | Duecentosei ossa             |                                      | Kathy Reichs                     |
| 140 | L'impero dei lupi            |                                      | Jean-Christophe Grangé           |
| 141 | Prima di ucciderla           |                                      | Elizabeth George                 |
| 142 | Il Cinese                    |                                      | Henning Mankell                  |
| 143 | Le regole dell'inganno       |                                      | Christopher Reich                |
| 144 | Terzo grado                  |                                      | James Patterson & Andrew Gross   |
| 145 | Scritto nelle ossa           |                                      | Simon Beckett                    |
| 146 | Artico                       |                                      | James Rollins                    |
| 147 | Gli amanti                   |                                      | John Connolly                    |
| 148 | Le regole della vendetta     |                                      | Christopher Reich                |
| 149 | Mastermind                   |                                      | James Patterson                  |
| 150 | Il sangue che resta          |                                      | Jennifer Lee Carrell             |
| 151 | La principessa di ghiaccio   |                                      | Camilla Läckberg                 |
| 152 | Le ossa del ragno            |                                      | Kathy Reichs                     |
| 153 | Il caso Bluelady             |                                      | James Patterson                  |
| 154 | Madame X                     |                                      | Tess Gerritsen                   |
| 155 | La strada delle croci        |                                      | Jeffery Deaver                   |
| 156 | Il giuramento                |                                      | Jean-Christophe Grangè           |

### Seconda collana del 2008
| N. | Titolo                                         | Titolo Originale                                                | Autore                       |
| -- | ---------------------------------------------- | --------------------------------------------------------------- | ---------------------------- |
| 1  | La chimica della morte                         | The Chemistry of Death 2006                                     | Simon Beckett                |
| 2  | Quando il rosso è nero                         | When Red Is Black, 2004                                         | Qiu Xiaolong                 |
| 3  | La vittima designata                           | Persuader, 2003                                                 | Lee Child                    |
| 4  | Seconda Chance                                 | Second Chance, 2002                                             | James Patterson              |
| 5  | Il ritorno del maestro di danza                | Danslärarens återkomst - The Return of the Dancing Master, 2000 | Henning Mankell              |
| 6  | Fiume di sangue                                | Bloody River Blues, 1993                                        | Jeffery Deaver               |
| 7  | Rovine                                         | The Ruins, 2006                                                 | Scott Smith                  |
| 8  | Spider                                         | Spider 2007                                                     | Michael Morley               |
| 9  | L'ultimo copione di John Pellam                | Hell's Kitchen - A Location Scout Mystery, 2001                 | Jeffery Deaver               |
| 10 | La ragazza dei corpi                           | Heartsick, 2007                                                 | Chelsea Cain                 |
| 11 | La tana del lupo                               | The Big Bad Wolf -2003, 2003                                    | James Patterson              |
| 12 | La prova decisiva                              | One Shot, 2005                                                  | Lee Child                    |
| 13 | Il Vangelo secondo Satana                      | L'evangile selon Satan, 2007                                    | Patrick Graham               |
| 14 | Nessun testimone                               | Whit No One As Witness, 2005                                    | Elizabeth George             |
| 15 | L'oro dei Lama                                 |                                                                 | Clive Cussler & Craig Dirgo  |
| 16 | Black Dog                                      |                                                                 | Patrick Robinson             |
| 17 | Equinox                                        |                                                                 | Michael White                |
| 18 | Ultimo avvertimento                            |                                                                 | James Patterson              |
| 19 | L'ultima equazione                             |                                                                 | Mark Alpert                  |
| 20 | Vendetta a freddo                              |                                                                 | Lee Child                    |
| 21 | Il Giardino di pietra                          |                                                                 | Kjell Eriksson               |
| 22 | La lunga estate calda del commissario Charitos |                                                                 | Petros Markarīs              |
| 23 | La città sepolta                               |                                                                 | James Rollins                |
| 24 | Vento nero                                     |                                                                 | Clive Cussler & Dirk Cussler |
| 25 | Le ceneri di Alessandria                       |                                                                 | Steve Berry                  |
| 26 | Eresia                                         |                                                                 | Douglas Preston              |
| 27 | Il quarto complice                             |                                                                 | Kjell Ola Dahl               |
| 28 | Niente da perdere                              |                                                                 | Lee Child                    |
| 29 | Corsa verso il baratro                         |                                                                 | Elizabeth George             |
| 30 | La figlia sbagliata                            |                                                                 | Jeffery Deaver               |
| 31 | Il tesoro di Gengis Khan                       |                                                                 | Clive Cussler e Dick Cussler |
| 32 | I sussurri della morte                         |                                                                 | Simon Beckett                |
| 33 | Le ossa del ragno                              |                                                                 | Kathy Reichsa                |

### Terza collana del 2015
| N. | Titolo                      | Titolo originale      | Autore                         |
| -- | --------------------------- | --------------------- | ------------------------------ |
| 1  | Il suggeritore              |                       | Donato Carrisi                 |
| 2  | La verità non basta         |                       | Lee Child                      |
| 3  | L'ultimo giorno             | L'ultimo giorno       | Glenn Cooper                   |
| 4  | La legge del deserto        | Those in Peril, 2011  | Wilbur Smith                   |
| 5  | La psichiatra               | Trigger, 2010         | Wulf Dorn                      |
| 6  | L'ipnotista                 | Hypnotisören, 2009    | Lars Kepler                    |
| 7  | Il ritorno del killer       | Cross Fire, 2010      | James Patterson                |
| 8  | L'ultimo Oracolo            |                       | James Rollins                  |
| 9  | L'ultima vittima            | The Last Oracle, 2008 | Tess Gerritsen                 |
| 10 | Non è lui                   |                       | Sophie Hannah                  |
| 11 | Un castello di inganni      |                       | Elizabeth George               |
| 12 | Next                        |                       | Michael Crichton               |
| 14 | Uragano                     |                       | Clive Cussler & Graham Brown   |
| 13 | Voglio la tua morte         |                       | Peter James                    |
| 15 | Il tribunale delle anime    |                       | Donato Carrisi                 |
| 16 | Il dono del buio            |                       | V.M. Giambanco                 |
| 18 | Un passo di troppo          |                       | Lee Child                      |
| 17 | La stelle di pietra         |                       | Marco Buticchi                 |
| 19 | Niceville                   |                       | Carsten Stroud                 |
| 21 | Il superstite               |                       | Wulf Dorn                      |
| 22 | La marea nasconde ogni cosa |                       | Cilla Borjlind & Rolf Borjlind |
| 20 | Il sigillo dei traditori    |                       | Steve Berry                    |
| 25 | La stagione del sangue      |                       | Samuel Bjork                   |
| 23 | Non tutto si dimentica      |                       | Wendy Walker                   |
| 24 | L'uomo della sabbia         |                       | Lars Kepler                    |
| 26 | Phobia                      |                       | Wulf Dorn                      |
| 30 | L'ipotesi del male          |                       | Donato Carrisi                 |
| 29 | Vendetta di sangue          |                       | Wilbur Smith                   |
| 28 | Una ragione per morire      |                       | Lee Child                      |
| 27 | Estinzione                  |                       | James Rollins                  |
| 32 | Uccidete Alex Cross         |                       | James Patterson                |
| 33 | Il club Mefistofele         |                       | Tess Gerritsen                 |
| 34 | Sentenza di morte           |                       | Andreas Gruber                 |
| 31 | L'istinto del sangue        |                       | Jean-Christophe Grangè         |